# Christian Rasmussen (Missionar)

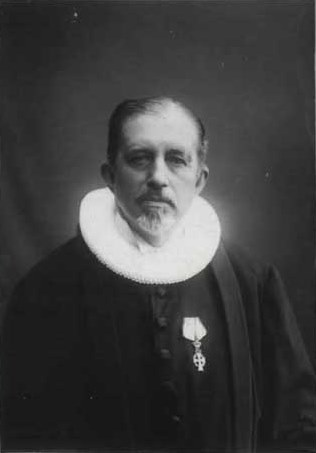
Christian Rasmussen

Christian Vilhelm Rasmussen (* 25. November 1846 in Skrosbjerg, Vråby Sogn; † 10. November 1918 in Lynge) war ein dänischer Missionar in Grönland, Autor, Philologe und Pastor.

## Leben
Christian Rasmussen war der Sohn des Lehrers Lars Rasmussen (1819–1864) und seiner Frau Ane Kirstine Lange (1817–1907). Er schloss 1865 die Schule in Herlufsholm ab und erhielt Interesse für Grönland. 1869 ließ er sich am Grönländischen Seminarium einschreiben, wo er 1872 das Theologiestudium abschloss. Anschließend leistete er seinen Wehrdienst. Am 21. Februar 1873 heiratete er in Kopenhagen Karen Henriette Vilhelmine Clausen (1849–1874), Tochter des Schuhmachers Henrik Ancher Clausen (1817–1908) und seiner Frau Anna Nicoline Cathrine Bisserup (1822–1883). Am 7. Mai desselben Jahren wurde er zum Pastor geweiht und als Helfer in Ilulissat in Grönland eingesetzt, wo er auch am dortigen Seminarium unterrichtete. Am 27. Februar 1874 starb seine Frau sowie kurz darauf das gemeinsame Kind. Darüber hinaus litt Christian Rasmussen an Gicht und so durfte er nach Dänemark heimreisen.
Nichtsdestotrotz kehrte er 1875 nach Grönland zurück und heiratete am 15. November 1875 in Ilulissat die Grönländerin Sophie Lovise Susanne Fleischer (1842–1917), Tochter des Kolonialverwalters Knud Geelmuyden Fleischer (1815–1877) und seiner Frau Regine Magdalene Paulussen (1816–1889) sowie Enkelin des Kolonialverwalters Hans Mossin Fleischer (1789–1870). Aus der Ehe stammte unter anderem der spätere Polarforscher Knud Rasmussen (1879–1933). Er wurde zum Missionar in Uummannaq und Appat ernannt. 1877 kehrte er nach Ilulissat zurück, war aber weiterhin auch für Uummannaq zuständig. 1879 unternahm er eine Visitationsreise nach Upernavik. Zeitweise war er auch mehrfach kommissarischer Missionar in Aasiaat. Von 1884 bis 1885 und von 1891 bis 1893 war er beurlaubt. 1895 kehrte er endgültig nach Dänemark zurück. Dort wurde er 1896 Pastor im Lynge Sogn und im Uggeløse Sogn. 1902 kehrte er noch einmal nach Grönland zurück, um auf Bitten des Bischofs eine Visitation vorzunehmen. 1904 wurde er Grönländischlektor und Ministerialberater für das grönländische Kirchen- und Schulwesen, wo er eine aktive Rolle an der Einführung des Kirchen- und Schulgesetzes von 1905 spielte.
Christian Rasmussen übersetzte 1887 die Bibelgeschichte von Carl Frederik Balslev. 1888 gab er eine grönländische Grammatik heraus und 1893 zusammen mit Jacob Kjer ein dänisch-grönländisches Wörterbuch. Er arbeitete an einer grönländischen Bibelübersetzung mit, von der das Neue Testament 1893 erschien und das Alte Testament 1897. 1907 veröffentlichte er ein Psalmenbuch. 1912 erschien eine weitere Überarbeitung des Neuen Testaments. 1909 war er zum Ritter des Dannebrogordens ernannt worden. Er starb 1918 zwei Wochen vor seinem 72. Geburtstag in Lynge.